# باربرا ليونارد رينولدز
باربرا ليونارد رينولدز (ولدت باسم باربرا دوريت ليونارد في ميلووكي، ويسكونسن، 12 يونيو 1915-11 فبراير 1990)، هي مؤلفة أمريكية أصبحت من الكويكرز وناشطة سلام ومعلمة.
في عام 1951، انتقلت رينولدز مع زوجها إلى هيروشيما حيث أجرت دراسة لمدة ثلاث سنوات حول تأثيرات الإشعاع على الأطفال الذين نجوا من القنبلة الذرية الأولى. ثم أصبحت هي وعائلتها نشطاء سلام يبحرون حول العالم للاحتجاج على الأسلحة النووية. في أوائل الستينيات، سافرت حول العالم مع ناجين من القنبلة الذرية لتُظهر لقادة العالم، بشكل مباشر، أهوال الحرب النووية. ثم أنشأت مركز الصداقة العالمي، وخصصت 13 عامًا له، وتبرعت بمجموعة هيروشيما ناجازاكي التذكارية.
بعد ذلك، واصلت نشاطها السلمي والمناهض للأسلحة النووية، وبعد عام 1978، في كاليفورنيا، ساعدت في إعادة توطين الكمبوديين الفارين من بول بوت، من بين مساعٍ إنسانية أخرى.

## النشأة
ولدت باربرا دوريت ليونارد في ميلووكي، ويسكونسن، وهي الطفلة الوحيدة للدكتور ستيرلنج أندروس ليونارد، أستاذ اللغة الإنجليزية والتعليم في جامعة ويسكونسن ومؤلف كتب كثيرة عن التأليف والأدب الإنجليزي ومينيتا فلورنس ساميس، وهي معلمة تهتم بتقييم سلامة الألعاب الجديدة للأطفال. كانت جدّة باربرا لأبيها، إيفا ليونارد، كاتبة عمود يومية مشتركة في أكثر من 200 صحيفة خلال الحرب العالمية الثانية وكتبت لاحقًا نصيحة إلى المتيمين تحت اسم إليزابيث تومسون.
كانت باربرا تبلغ من العمر خمسة عشر عامًا وشهرًا واحدًا من تخرجها من المدرسة الثانوية عندما غرق والدها بعمر الثالثة والأربعين مدرس اللغة الإنجليزية الشهير في جامعة ويسكونسن، في بحيرة ميندوتا. جاء زميل من جامعة كامبريدج، الدكتور أ. ريتشاردز، 38 عامًا، إلى ماديسون لمقابلة الدكتور ليونارد ومعرفة المزيد من وجهات نظر ليونارد الأصلية حول استخدام اللغة الإنجليزية. تحدث الدكتور ريتشاردز في جامعة ويسكونسن في الليلة السابقة وكان الاثنان يقضيان فترة ما بعد الظهر في التجديف معًا. انقلب القارب وبعد ساعتين في الماء البارد، فقد ليونارد قبضته على الزورق وغرق. أنقِذ الدكتور ريتشاردز فيما بعد منهكًا وفي حالة صدمة. كانت وفاة الدكتور ليونارد الخبر الأولى في كل من صحيفة ذا كابيتال تايمز في ماديسون ويسكونسن وصحيفة شيكاغو ديلي تريبيون. أصبح فشل رجال الإنقاذ على الشاطئ في رؤية الزورق المقلوب وإنقاذ الأستاذين فضيحة محلية، ما أدى إلى تحقيق. لم يُعثر على جثة الدكتور ليونارد.
في عام 1935، تزوجت باربرا من إيرل ل. رينولدز، وأنجبا ثلاثة أطفال: تيم (1936) وتيد (1938) وجيسيكا (1944). في عام 1951، أرسلت لجنة الطاقة الذرية الدكتور رينولدز إلى هيروشيما لإجراء دراسة مدتها ثلاث سنوات حول تأثيرات الإشعاع على الأطفال الذين نجوا من القنبلة الذرية الأولى (1951-1954). ذهبت باربرا والأسرة معه. كانوا يعيشون في نيجيمورا، وهي قاعدة احتلال للجيش قريبة. خلال السنوات الثلاث التي قضاها هناك، صمم وبنى يختًا بطول (15 مترًا)، فينكس هيروشيما.

## نشاط السلام
في عام 1954، أبحرت رينولدز وعائلتها حول العالم في فينكس هيروشيما، وهو يخت صممه إيرل. في عام 1958، عادت العائلة (باستثناء ابنها الأكبر تيم) وأحد أفراد الطاقم، نيتشي (نيك) ميكامي، إلى هونولولو. على الجانب الآخر من الرصيف، كان هناك يخت بطول 11 مترًا، اسمه القاعدة الذهبية، حيث حاول أربعة رجال من الكويكرز الاحتجاج على التجارب النووية الأمريكية في المحيط الهادئ. قُبض عليهم بموجب أمر قضائي دخل حيز التنفيذ أثناء وجودهم في البحر، ومنع المواطنين الأمريكيين من دخول منطقة تبلغ مساحتها مليون كيلومتر مربع من المحيط حيث تُختبر الأسلحة. في 2 يوليو 1958، أبحرت عائلة رينولدز ونيك بفينيكس إلى منطقة الاختبار وأوقفتهما سفينة خفر السواحل الأمريكية بلينتري على بعد 105 كيلومترًا. وُضع الدكتور رينولدز، كقبطان، قيد الاعتقال. أُمر بالإبحار بيخت فينيكس إلى كواجالين، ومن هناك أعيد هو وباربرا وجيسيكا إلى هونولولو على متن طائرة ماتس لمحاكمة إيرل. غير قادرة على العثور على رجل ثالث لمساعدة تيد ونيك، الذي أقام في اليخت، عادت باربرا إلى كواجالين وأبحر الثلاثة باليخت عائدين إلى هاواي، وهي رحلة استغرقت ستين يومًا. بعد إدانة رينولدز وإبطال التهمة بعد استئناف دام عامين، أكملت الأسرة طوافها حول العالم، ما جعل ميكامي أول بحّار ياباني يبحر حول العالم.
عند وصولهم إلى هيروشيما بترحيب حار، فوجئت عائلة رينولدز بالتقدير الذي عبر عنه الهيباكوشا (بالمعنى الحرفي للكلمة، الأشخاص المتضررون من الانفجار)، الناجون من القنبلة الذرية، لاحتجاجهم على الأسلحة النووية. كانت باربرا تمشي في أحد شوارع هيروشيما ذات يوم، وأوقفتها امرأة مترددة ترتدي الكيمونو الكامل. رفعت المرأة جعبتها لتظهر ندوب ناتجة عن حروق القنبلة الذرية. وشكرت باربرا والدموع في عينيها على إعطائها صوتًا لمشاركة صرختها «لا مزيد من هيروشيما» مع العالم. كثيرا ما ذكرت باربرا هذا في المحادثات قائلة، والدموع في عينيها «لم يخطر ببالنا أبدًا أن نمثل أي شخص سوى أنفسنا». التزمت باربرا بالتحدث علانية ضد الأسلحة النووية ونزع السلاح.
في عام 1961، للاحتجاج على التجارب النووية لاتحاد الجمهوريات الاشتراكية السوفياتية، أبحرت الأسرة إلى ناخودكا وتم إيقافها في حدود 19 كيلومترًا التي طالب بها الاتحاد السوفيتي من قبل زورق خفر السواحل السوفياتي. صعد القبطان والعديد من الضباط الآخرين إلى فينيكس. على الرغم من أن آل رينولدز كانوا قادرين على إجراء مناقشة استمرت ساعتين حول السلام معه، إلا أن الكابتن إيفانوف لم يقبل مئات الرسائل من الناجين من هيروشيما وناغازاكي، متوسلين من أجل السلام. عند عودتهم إلى هيروشيما، قررت باربرا إحضار أحد الناجين من هيروشيما لأخذ الرسائل شخصيًا لإظهارها لقادة الحكومات في جميع أنحاء العالم وللأمم المتحدة. عندما سُئلت عن سبب الهيباكوشا، ردت باربرا قائلة، «لأنهم أنبياء هذا العصر الحالي». تختار لجنة من قادة هيروشيما ناجين لتمثيل المدينة، امرأة تبلغ من العمر 29 عامًا، ميوكو ماتسوبارا، كانت تلميذة وقت وقوع القنبلة، وطالب يبلغ من العمر 18 عامًا، هيروماسا (هيرو) هانابوسا، الذي تيتم بسبب القنبلة عندما كان طفلًا رضيعًا.
نظمت رحلة السلام في عام 1962، ورافقت الهيباكوشا حول العالم حيث تبادلوا تجاربهم الشخصية في الحرب الذرية، وناشدوا قادة العالم لحظر الأسلحة النووية. على مدى خمسة أشهر، سافر حجاج السلام الثلاثة عبر 13 دولة، بما في ذلك الاتحاد السوفيتي، ودعوا إلى نزع السلاح النووي وتلقوا استقبالًا حارًا وصريحًا من القادة العامين والكنائس والمدارس ووسائل الإعلام. خلال الأسابيع الستة التي قضوها في الولايات المتحدة، تحدثوا إلى 187 مجموعة والتقوا بالعديد من القادة في واشنطن العاصمة وفي الأمم المتحدة. في جنيف حضر الثلاثة مؤتمر نزع السلاح لعام 1962.
بعد ذلك بعامين، نظمت باربرا بعثة دراسة السلام العالمي، حيث اصطحبت 25 ناجي من كلتا المدينتين بالإضافة إلى 15 مترجمًا فوريًا لكل دولة نووية، بما في ذلك الاتحاد السوفياتي. ذهب المعلمون للقاء المعلمين والأطباء وفي الأمم المتحدة وناشدوا حكومة الولايات المتحدة لإعادة عرض هيروشيما فيلم وثائقي عن القصف الذري، إلى اليابانيين الذين صنعوه. (حُجز وصُنِّف سريًا من قبل القوات العسكرية الأمريكية بعد فترة وجيزة من احتلال اليابان.) الدكتور تومين هارادا، الطبيب الذي كرس حياته للاحتياجات الطبية المستمرة للهيباكوشا بسبب تأخر مرض الإشعاع، والذي أطلق على نوع من الورد الذي طوره اسم باربرا، كتب في أحد كتابيه عنها، «من خلال مهمة دراسة السلام العالمي لباربرا، قُدِّم الناجين من القنبلة الذرية إلى العالم واكتسبت الحركة المناهضة للأسلحة النووية قوة».